# Pristinella jenkinae
Pristinella jenkinae är en ringmaskart som först beskrevs av Stephenson 1931.  Pristinella jenkinae ingår i släktet Pristinella och familjen glattmaskar. Inga underarter finns listade i Catalogue of Life.